# U-339
Unterseeboot 339 foi um submarino alemão do Tipo VIIC, pertencente a Kriegsmarine que atuou durante a Segunda Guerra Mundial.

## Comandantes
| Comandante                 | Data                                         |
| -------------------------- | -------------------------------------------- |
| Kptlt. Georg-Wilhelm Basse | 25 de agosto de 1942 - 17 de maio de 1943    |
| Oblt. Werner Remus         | 18 de maio de 1943 - 23 de fevereiro de 1945 |

## Subordinação
Durante o seu tempo de serviço, esteve subordinado às seguintes flotilhas:
| Período                                   | Flotilha                                      |
| ----------------------------------------- | --------------------------------------------- |
| 25 de agosto de 1942 - 1 de março de 1943 | 8. Unterseebootsflottille (treinamento)       |
| 1 de março de 1943 - 1 de abril de 1943   | 11. Unterseebootsflottille (serviço ativo)    |
| 1 de abril de 1943 - 1 de março de 1945   | 22. Unterseebootsflottille (submarino escola) |